# 西海金光列車
西海金光列車（ソヘグンビッれっしゃ、ハングル:서해금빛열차）は韓国鉄道公社(KORAIL)が運行する列車である。ムグンファ号を7両(客車:5両、発電車:1両、機関車:1両)改造し使用している。

## 概要
大韓民国ソウル特別市龍山区にある、龍山駅から同国全羅北道益山市の益山駅を結ぶ韓国鉄道公社が運行する観光列車である。
当該列車の運行開始は、2015年2月5日。

## 運行区間
運行路線は京釜電鉄線、長項線
| 駅名       | 駅名       | 駅名          | 駅間キロ (km) | 累計キロ (km) | 駅 等級 | 駅種別                 | 接続路線                                        | 所在地          | 所在地                |
| 日本語     | ハングル   | 英語          | 駅間キロ (km) | 累計キロ (km) | 駅 等級 | 駅種別                 | 接続路線                                        | 所在地          | 所在地                |
| ---------- | ---------- | ------------- | ------------- | ------------- | ------- | ---------------------- | ----------------------------------------------- | --------------- | --------------------- |
| 龍山駅     | 용산역     | Yongsan       | 0.0           | 0.0           | 1級     | 管理駅                 | 京釜電鉄線 ●(135) 電鉄京義線 ●(K110) 湖南高速線 | ソウル特別市    | 龍山区 (ソウル特別市) |
| 永登浦駅   | 영등포역   | Yeongdeungpo  | 5.9           | 5.9           | 1級     | 管理駅・地域本部所在駅 | 京釜電鉄線 ●(139)                               | ソウル特別市    | 永登浦区              |
| 水原駅     | 수원역     | Suwon         | 32.4          | 38.3          | 1級     | 管理駅                 | 京釜電鉄線 ●(P155) 盆唐線 ●(K245)               | 京畿道 水原市   | 八達区                |
| 牙山駅     | 아산역     | Asan          | 59.6          | 97.9          | 3級     | 普通駅                 | 長項電鉄線 ●(P172)                              | 忠清南道 牙山市 | 排芳邑                |
| 温陽温泉駅 | 온양온천역 | Onyangoncheon | 9.8           | 107.7         | 3級     | 普通駅                 | 長項電鉄線 ●(P176)                              | 忠清南道 牙山市 | 温泉洞                |
| 礼山駅     | 예산역     | Yesan         | 20.4          | 128.1         | 3級     | 普通駅                 | 長項線                                          | 礼山郡          | 礼山邑                |
| 洪城駅     | 홍성역     | Hongseong     | 19.8          | 147.9         | 2級     | 普通駅                 | 長項線 西海線                                   | 洪城郡          | 洪城邑                |
| 広川駅     | 광천역     | Gwangcheon    | 12.7          | 160.6         | 3級     | 普通駅                 | 長項線                                          | 洪城郡          | 広川邑                |
| 大川駅     | 대천역     | Daecheon      | 20.4          | 181.0         | 2級     | 普通駅                 | 長項線                                          | 保寧市          | 大海路                |
| 長項駅     | 장항역     | Janghang      | 38.4          | 219.4         | 2級     | 普通駅                 | 長項線                                          | 舒川郡          | 馬西面                |
| 群山駅     | 군산역     | Gunsan        | 7.0           | 226.4         | 2級     | 普通駅                 | 長項線                                          | 全羅北道 群山市 | 内興洞                |
| 益山駅     | 익산역     | Iksan         | 21.4          | 247.8         | 1級     | グループ代表駅         | 長項線 湖南線 湖南高速線(KTX) 全羅線            | 益山市          | 益山大路              |

## 沿革
- 2015年1月29日 開業式
- 2015年2月5日 正式運行開始

## 価格

### ナドゥリパス
2,3日券を発券し、自由席は2日券は50,000ウォン、3日券は70,000ウォンだが、座席指定券は2日券70,000ウォン、3日券は100,000ウォンである。ナドゥリパスを購入すると、この列車だけでなく、一般列車セマウル号はもちろん、ムグンファ号特室までの座席を指定して乗車可能である。ただし、列車の座席が完売していた場合には、パスを持って立ち乗り席で搭乗可能であり、乗務員にパスを示してくれれば自由席で案内を受けることができる。

### その他
パス以外にも、通常の列車のように乗車区間を決めて発券し乗降することができる。龍山駅〜益山駅区間の運賃は27,400ウォンで、オンドル室料金は40,000ウォン/室、家族ルーム料金は4,000ウォンと8,000ウォンである。